# Johann Simon Habel
Johann Simon Habel (* 3. November 1752 in Hachtel; † 9. Juli 1826 in Berlin) war ein deutscher Weinhändler.

## Familie
Johann Simon Habel war ein Sohn von Johann Bartholomäus Habel (1723–1801) und seiner Ehefrau Anna Eva Habel (1728–1784) (Geburtsname unbekannt).
Habel heiratete in erster Ehe Cath. Margaretha Kroh, die 1789 starb. Aus dieser Ehe stammten drei Söhne und zwei Töchter, darunter Johann Simon Heinrich (1782–1829), der ebenfalls Weinhändler war.
In zweiter Ehe heiratete Habel 1789 in Berlin eine Frau namens Maria Magdalena († 1814). Ihr Vater war der Straßburger Kaufmann Johann Franz Steinrück. Aus dieser Ehe stammten ein Sohn und eine Tochter.

## Leben und Wirken

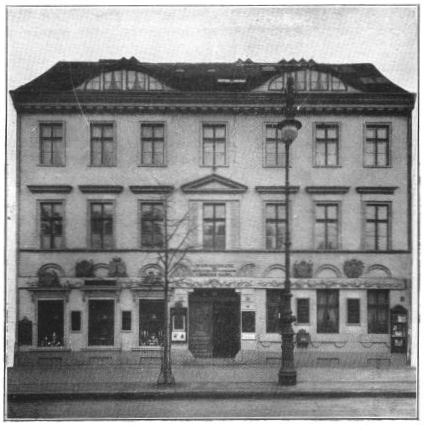
Die Weinstube der Familie Habel um 1912

Habel lernte das Handwerk des Bierbrauers und zog in jungen Jahren als Küferknecht nach Berlin in den königlichen Kellereidienst. Dort gründete er unter Beibehaltung seines Hofamtes 1779 eine eigene Weinhandlung. Gemeinsam mit seinem Bruder Johann Georg (1763–1811) gründete er 1789 die Firma „Gebrüder Habel“. Für den Sitz des Unternehmens kaufte er 1788 das Grundstück Unter den Linden 30. Er selbst arbeitete 42 Jahre für die Kellerei des Königs und ab 1797 als dessen Kellermeister. Dank seiner Fähigkeiten als Kellermeister und der kaufmännischen Begabung seines Bruders florierte die Gastwirtschaft binnen kurzer Zeit. Sechs Folgegenerationen, darunter Habels Enkel Heinrich (1809–1866), der Urenkel Heinrich Simon Carl (1837–1887) und der Ur-Urenkel Wilhelm Simon Heinrich (1873–1945) führten als Inhaber die Weinstube fort. Sie erweiterten das Haus, das als schlicht, aber vornehm bekannt war, und bauten es mehrfach um. 
Die Weinstube Habel wurde zu einem Treffpunkt der ortsansässigen Bewohner und vieler auswärtiger Besucher Berlins. Die Gründe dafür waren sowohl die Selektion und Pflege der Kellereibestände als auch die Gastwirte, die keine Exklusivität anstrebten, gleichzeitig in ihrem Haus aber eine Intimität boten, die Militärs, Parlamentarier und führende Persönlichkeiten aus Verwaltung, Kunst, Wissenschaft und Kaufmannschaft anzog. 
Die Gaststätte der Habels existiert bis heute als Habel am Reichstag, wenngleich nicht mehr unter der ursprünglichen Adresse.